# Андаберд (монастир)
Монастир Андаберд (вірм. Հանդաբերդ) — напівзруйнований вірменський монастир на горі Пахак, неподалік від фортеці Андаберд і села Кнараван в Шаумянівському районі Нагірно-Карабаської Республіки.
У музеї м. Степанакерта знаходиться колекція фотографій і знахідки археологічних розкопок з території монастиря, а також всі наявні про нього дані.

## Місцезнаходження
За 0,8 км на схід від фортеці Андаберд, за 0,5 км на південь від правого берега р. Лев, посередині долини, обрамленої лісистими горами, збереглися руїни монастиря. Ще в 1985 р. його вперше відвідав і справив обміри архітектор Мурад Асратян. Він також зробив копії двох написів, виявлених на місці.

## Архітектура
Ансамбль складається з купольної церкви, каплиці, що примикає до останньої, і жаматуна, розташованого в північній стороні. Останній композиційно схожий на давню церкву Кічанської пустелі (хрещатий у плані, але без купола). В інтер'єрі церкви помітні сліди фресок, уламки черепиці в руїнах свідчать про те, що покрівля колись була черепичною. Ансамбль зведений з необробленого і грубообробленого каменю, на вапняному розчині. На території фортеці збереглися кілька кам'яних написів, які розкривають історію монастиря, фортеці і всього Арцаху.
Один із написів свідчить про те, що тут похований Католікос Агванський Степанос. У всій історії Вірменської церкви Агванських католікосів з ім'ям Степанос відомо п'ять (Степанос I — до 1079 р., Степанос II — 1129—1131 рр., Степанос III — 1155—1195 рр., Степанос IV — 1262—1323 рр. та Степанос V — згад. 1476 р.). Враховуючи особливості цього напису, припускають, що цей надгробний камінь належить Степаносу IV (1262—1323 рр.).
Біля монастиря збереглася велика кількість стародавніх хачкарів, які також знаходяться в жахливому стані.

## Галерея

widths="150px"
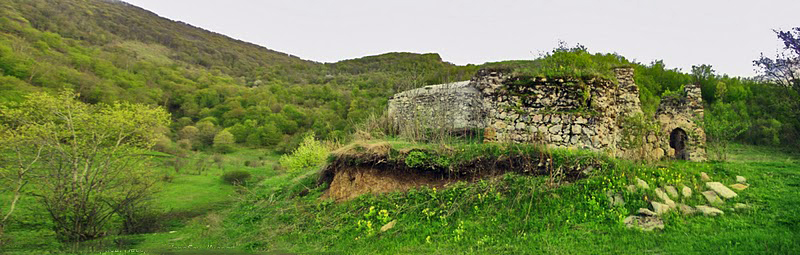
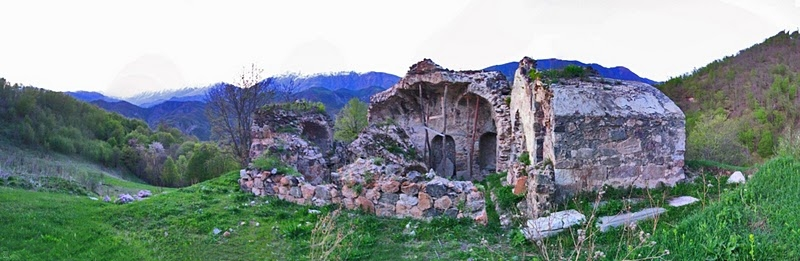
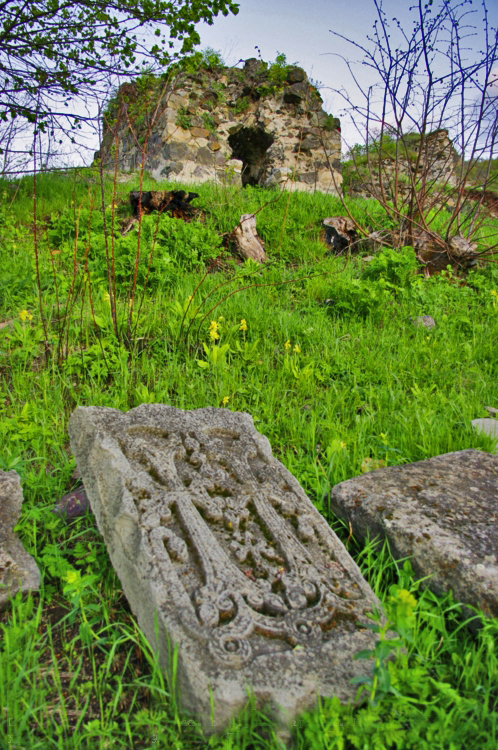
Один з численних хачкарів
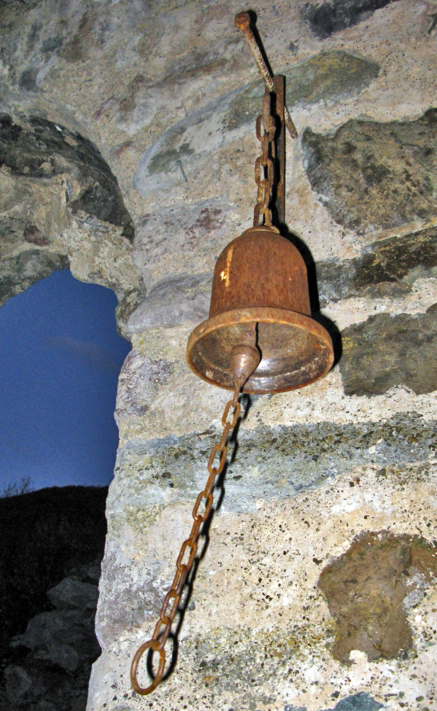
Дзвін храму
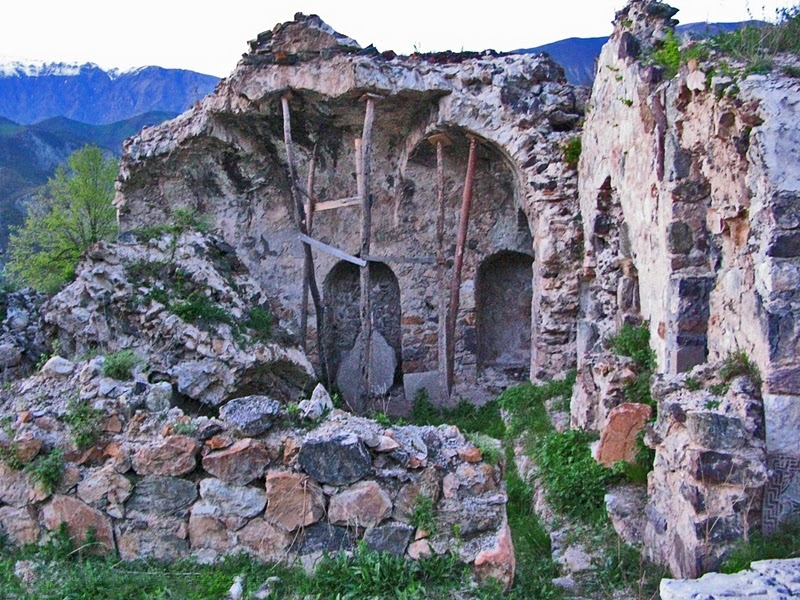
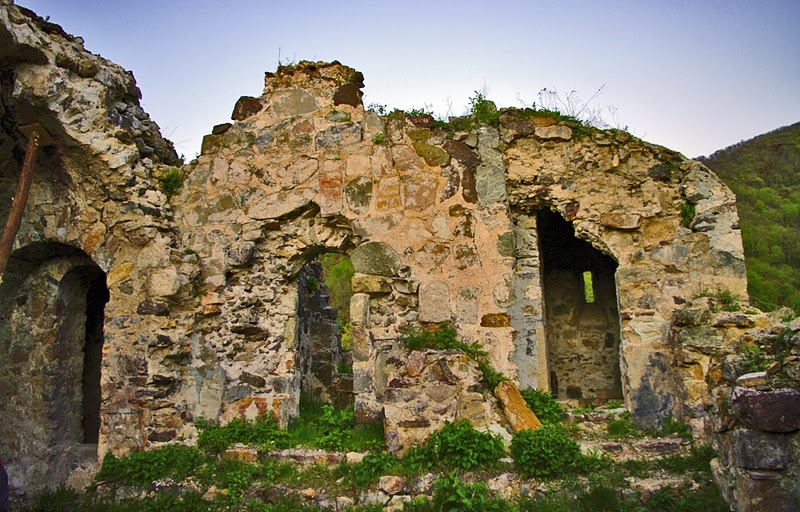
Господарські приміщення
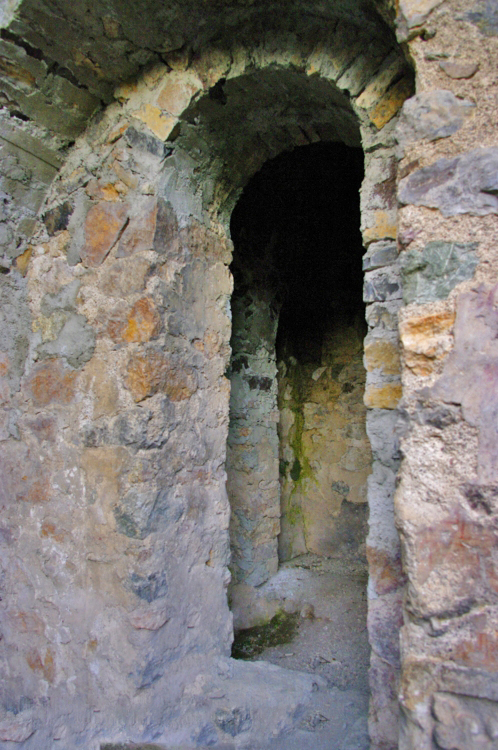